# Цепкин, Олег Владимирович
Олег Владимирович Цепкин (15 сентября 1965 года, Руза, Московская область, РСФСР, СССР) — российский политик, сенатор Российской Федерации ― представитель законодательного собрания Челябинской области в Совете Федерации (с 2015 года). Входит в Комитет Совета Федерации по конституционному законодательству и государственному строительству. Депутат Магнитогорского городского собрания депутатов (2010—2015), Законодательного собрания Челябинской области (2015).
Из-за поддержки нарушения территориальной целостности Украины во время российско-украинской войны находится под персональными международными санкциями  Евросоюза, США, Великобритании и ряда других стран.

## Биография
Олег Цепкин родился 15 сентября 1965 года в подмосковном селе Руза в семье участника Великой Отечественной войны, кадрового офицера Владимира Цепкина и его жены Любови Ивановны Цепкиной (1927—1993). Кроме Олега Цепкина в семье было ещё двое сыновей.
Родители Олега Цепкина родились в Башкортостане, поэтому когда его отец вышел в отставку семья переехала жить в город Магнитогорск Челябинской области. Здесь семья получила квартиру в доме № 99 по проспекту Карла Маркса, а Олег Цепкин поступил учиться в школу № 12 Магнитогорска, которую окончил в 1982 году.
После окончания школы он поступил в Магнитогорский горно-металлургический институт имени Г. И. Носова (ныне Магнитогорский государственный технический университет им. Г. И. Носова), который окончил в 1987 году, получив квалификацию инженера по специальности «подъемно-транспортные, строительные, дорожные машины и оборудование». В том же году Цепкин устроился работать мастером по ремонту оборудования в цех эмалированной посуды Магнитогорского металлургического комбината.
С 1995 по 1997 год работал техническим директором закрытого акционерного общества «Эмаль», затем до 1998 года возглавлял отдел анализа деятельности дочерних акционерных обществ Магнитогорского металлургического комбината. С 1998 по 2005 год занимал должность начальника управления координации деятельности дочерних акционерных обществ и учреждений ММК, а с 2005 по 2008 год был начальником контрольно-ревизионного управления, управления внутреннего аудита и контроля ММК. Начальник контрольного управления ОАО ММК с ноября 2009 года по июль 2011 года. С июля 2011 года по июль 2014 года — директор по безопасности Магнитогорского металлургического комбината.
В июле 2014 года Олег Цепкин перешел работать на должность заместителя директора по ресурсам общества с ограниченной ответственностью «Объединённая сервисная компания», а с декабря того же года стал директором по финансам и экономике открытого акционерного общества «Белон», но уже в апреле 2015 года покинул «Белон» и стал советником генерального директора группы «Магнезит».

### Политическая деятельность
14 марта 2010 года Олег Владимирович Цепкин был избран депутатом Магнитогорского городского собрания депутатов (МГСД) по одномандатному округу № 5 города Магнитогорска. Олег Цепкин возглавил комиссию собрания по бюджету и налоговой политике, а также получил пост заместителя председателя комиссии по законодательству и местному самоуправлению.
В апреле 2015 года Олег Цепкин подал заявление на участии в праймериз (предварительном голосовании) партии «Единая Россия». 13 сентября 2015 года в единый день голосования Олег Цепкин был избран депутатом по Саткинскому законодательному округу Челябинской области.
Летом 2015 года средства массовой информации сообщили, что именно Олег Цепкин в случае избрания депутатом Законодательного собрания Челябинской области будет избран сенатором от органа законодательной власти области. 24 сентября 2015 года депутаты областного парламента избрали Олега Цепкина большинством голосов (51 голос из 54 возможных). Депутатский мандат Цепкина перешел к члену совета директоров комбината «Магнезит» в Сатке Владимиру Горбунову.
30 сентября 2015 года Олег Владимирович Цепкин получил удостоверение члена Совета Федерации России. В Совете Федерации Олег Цепкин занял пост члена комитета по конституционному законодательству и государственному строительству.
В ноябре 2015 года член Совета Федерации Олег Цепкин вошел в состав регионального политсовета политической партии «Единая Россия».

### Личная жизнь
Олег Цепкин женат, его жена Татьяна окончила технологический факультет Магнитогорского государственного технического университета, работала в проектном институте «Магнитогорский гипромез». В семье двое детей, дочь Александра и сын Егор.

## Награды
- Медаль ордена «За заслуги перед Отечеством» II степени (19 сентября 2019 года) — за большой вклад в развитие парламентаризма, активную законотворческую деятельность и многолетнюю добросовестную работу[18]
- Медаль «МПА СНГ. 25 лет» (27 марта 2017 года, Межпарламентская ассамблея СНГ) — за заслуги в деле развития и укрепления парламентаризма, за вклад в развитие и совершенствование правовых основ функционирования Содружества Независимых Государств, укрепление международных связей и межпарламентского сотрудничества[19]